# Imre Lakatos
Imre Lakatos   (Debrecen, 9 de novembre de 1922 - Londres, 2 de febrer de 1974) va ser un matemàtic i filòsof de la ciència de família jueva que va aconseguir salvar-se de la persecució nazi canviant el seu cognom. El 1956 va fugir a Viena escapant-se de les autoritats russes després de la fallida revolució hongaresa avortada pels soviètics i posteriorment es va establir a Londres, on va col·laborar en la London School of Economics.
En els seus inicis es va adscriure a l'escola de Karl Popper. Lakatos, en el que ell anomena el falsacionisme sofisticat reformula el falsacionisme per poder resoldre el problema de la base empírica i de l'escapament a la falsació que no resolien les dues classes anteriors de falsacionisme que ell anomena falsacionisme dogmàtic i falsacionisme ingenu.
Lakatos recull certs aspectes de la teoria de Thomas Kuhn, entre aquests la importància de la història de la ciència. Lakatos qüestiona Popper, ja que la història de la ciència mostra que la falsació no és una acció quotidiana dels científics com aquest últim defensava. La confirmació dels supòsits científics també és necessari, segons Lakatos, ja que ens permet tenir-los vigents.
Tingué una enorme influència en la nova filosofia de la ciència del segle xx. Les seves idees sobre rigor, proves, refutacions, conjectures, descobriments, etc., han influït positivament en els nous enfocaments educatius de les matemàtiques actuals.

## Biografia
Lakatos va néixer com Imre (Avrum) Lipsitz en una família jueva a Debrecen, Hongria, l'any 1922. Va graduar-se en matemàtiques, física, i filosofia a la Universitat de Debrecen l'any 1944. Al març de 1944 els alemanys van envair Hongria, i Lakatos juntament amb Éva Révész, la que llavors era la seva parella i es convertiria en la seva dona, van formar ben aviat un grup de resistència marxista. Al maig d'aquell any, al grup s'hi va unir Éva Izsák, una activista antifeixista jueva de 19 anys. Lakatos, tenint en compte que hi havia el risc que fos capturada i forçada a trair-los, va decidir que la seva tasca en el grup era la de suïcidar-se. En conseqüència, un membre del grup la va dur a Debrecen i li va donar cianur.
Durant l'ocupació, Lakatos va evitar la persecució nazi dels jueus canviant el seu cognom a Molnár. La seva mare i àvia van ser assassinades a Auschwitz. Va canviar el seu cognom una vegada més a Lakatos (Locksmith) en honor a Géza Lakatos.
Després de la guerra, des de 1947, va treballar com a oficial sènior del ministeri hongarès d'educació. També va seguir els seus estudis amb un doctorat a la Universitat de Debrecen, que va completar l'any 1948 i també va assistir als seminaris privats setmanals de György Lukács, els dimecres a la tarda. També va estudiar a la Universitat Estatal de Moscou sota la supervisió de Sofia Ianóvskaia l'any 1949. Quan va tornar, tanmateix, es va trobar en el costat perdedor de discussions internes del partit comunista hongarès i va ser empresonat sota el càrrec de revisionisme des del 1950 fins al 1953. Recentment s'han conegut més activitats de Lakatos a Hongria després de la Segona Guerra Mundial. De fet, Lakatos era un ferm defensor de l'estalinisme i, malgrat la seva joventut, va tenir un paper important entre 1945 i 1950 (la seva pròpia detenció i empresonament) en la construcció de l'ordre comunista, especialment en la vida cultural i en l'acadèmia a Hongria.
Després del seu alliberament, Lakatos va tornar a la vida acadèmica, fent recerca en les matemàtiques i traduint el llibre Com plantejar i resoldre problemes de George Pólyaa l'hongarès. Encara nominalment comunista, les seves visions polítiques van canviar marcadament, i va estar relacionat amb com a mínim un grup d'estudiants dissidents en el període previ a la revolució hongaresa de 1956.
Després que la Unió Soviètica envaís Hongria el novembre de 1956, Lakatos va fugir a Viena i més tard va arribar a Anglaterra. Va viure allà durant la resta de la seva vida, però mai no va obtenir la ciutadania britànica. Va completar un doctorat en filosofia l'any 1961 a la Universitat de Cambridge; la seva tesi doctoral duia per títol Essays in the Logic of Mathematical Discovery, i el seu tutor va ser R. B. Braithwaite. El llibre Proofs and Refutations: The Logic of Mathematical Discovery, publicat pòstumament, està basat en aquesta obra.
L'any 1960, va obtenir una posició a la London School of Economics (LSE), on va escriure sobre la filosofia de les matemàtiques i la filosofia de la ciència. Al departament de filosofia de la ciència de la LSE en aquell temps hi havia Karl Popper, Joseph Agassi i John Oulton Wisdom. Va ser Agassi qui va presentar Lakatos a Popper sobre la seva aplicació d'una metodologia fal·libilista de conjectures i objeccions a les matemàtiques en la seva tesi de Cambridge.
Amb Alan Musgrave com a co-editor, va editar el sovint citat Criticism and the Growth of Knowledge, el Proceedings de l'International Colloquium in the Philosophy of Science, London, 1965. Publicat l'any 1970, el Col·loqui de 1965 incloïa conferenciants cèlebres autors d'articles en resposta a L'estructura de les revolucions científiques de Thomas Kuhn.
Al gener de 1971, va passar a ser l'editor del British Journal for the Philosophy of Science, que J. O. Wisdom havia creat abans de marxar l'any 1965, i va seguir com a editor fins a la seva mort l'any 1974, després de la qual va passar a ser editat conjuntament durant molts anys pel seus companys del LSE John W. N. Watkins i John Worrall, l'antic ajudant de recerca de Lakatos.
Lakatos i el seu company Spiro Latsis van organitzar una conferència internacional a Grècia l'any 1975, que es va celebrar malgrat la seva mort. Estava dedicada exclusivament a casos d'estudi històrics sobre la metodologia de Lakatos en programes de recerca de ciències físiques i econòmiques. Aquests casos d'estudi en camps com el programa relativista d'Einstein, la teoria d'ones de llum de Fresnel i l'economia neoclàssica, van ser publicats per Cambridge University Press en dos volums separats l'any 1976, un dedicat a les ciències físiques i al programa general de Lakatos per rescriure la història de la ciència, amb una conclusió crítica del seu gran amic Paul Feyerabend, i l'altre dedicat a l'economia.
Va romandre a la LSE fins a la seva mort sobtada l'any 1974, deguda a un atac de cor a l'edat de 51. El Premi Lakatos va ser creat per l'escola en honor seu. Les seves darreres lliçons juntament amb part de la seva correspondència van ser publicades al text Contra el mètode.

## La falsació per Lakatos
En La Metodologia dels Programes d'Investigació Científica es mostra contrari a una filosofia de la ciència prescriptiva i aposta per una fórmula descriptiva basada en la història de la ciència. La metodologia exposada en aquesta obra consisteix en una de les tres opcions que es plantegen en l'anomenada Revolució Historicista, juntament amb les de Thomas Kuhn i Paul Feyerabend. Tots tres coincideixen en la necessitat de la filosofia de la ciència en recórrer a la història de la ciència per tal d'establir correctament el funcionament científic i el criteri de demarcació entre ciència i pseudociència. Però allà on Kuhn i Feyerbrand hi veuran un relativisme epistemològic, Lakatos considerarà que l'exposició ha de ser de caràcter racionalista, i que en les obres de Kuhn y Feyerbrand no hi ha motius per establir un criteri de demarcació mínim que permeti distingir allò científic d'allò religiós, cosa que per ell és impensable: ha d'haver una possibilitat d'exposició racional de la ciència i un criteri de demarcació establert.
Analitza les tesis falsacionistes de Karl Popper que separa en dues parts: a la primera l'anomena falsacionisme dogmàtic, i el descriu com un tipus d'empirisme no inductivista amb una confiança dogmàtica en la base empírica (psicologisme); a la segona l'anomena falsacionisme ingenu i el descriu com falibilista respecte a la base empírica. Segons Lakatos, Popper parteix del primer i va progressant cap al segon al llarg de la seva vida
Plantejarà com a alternativa el falsacionisme sofisticat: per Lakatos la falsació consisteix en un triple enfrontament entre dues teories rivals i l'experiència. Les teories rivals es confronten amb l'experiència; una és acceptada i l'altra és refutada. La refutació d'una teoria depèn de l'èxit total de la teoria rival. Així Lakatos planteja una nova unitat d'anàlisi: el programa d'investigació científica (PIC). No pot haver-hi lloc per la falsació sense que hi hagi una teoria millor que superi a la teoria que es pretén falsar. Una teoria és millor que una altra quan compleix tres requisits: (1) explicar adequadament tot allò que ja explicava l'anterior; (2) fer prediccions noves i inesperades que no feia la teoria anterior; i (3) que almenys una part d'aquestes noves prediccions siguin corroborades empíricament.
Els escrits d'Imre Lakatos contenen abundants comparacions de les seves pròpies opinions amb les d'altres autors. Ell mateix destaca aquestes relacions subratllant el seu deute amb Popper. Considera que la concepció que està disposat a defensar constitueix un desenvolupament de les idees popperianes, una versió més evolucionada del falsacionisme, però en aquesta evolució es reconeix la influència que han exercit sobre el pensament de Lakatos els incisius arguments esgrimits per altres filòsofs que qüestionen el model epistemològic de Popper.

## Programa d'investigació científica
Consisteix en una successió de teories relacionades entre si, de manera que unes es generen partint de les anteriors. Aquestes teories que estan dins d'un PIC comparteixen un nucli ferm o dur (NF). El nucli ferm està protegit per un Cinturó protector (CP) que consisteix en un conjunt d'hipòtesis auxiliars que poden ser modificades, eliminades o reemplaçades per altres noves amb l'objectiu d'impedir que es pugui falsar el nucli ferm. Dins d'un PIC hi ha una heurística negativa i una heurística positiva. La positiva serveix de guia i indica com continuar el programa, consisteix en tots els supósits auxiliars que permeten guiar les teories, són refutables i es poden canviar; en canvi la negativa prohibeix la refutació del nucli ferm. Quan un PIC s'enfronta a anomalies empíriques que teòricament no ha pogut predir es reemplaça per un PIC rival. En el cas que no hi hagi un PIC rival que conservi els elements no refutats del PIC anterior, i alhora tingui solucions per a les noves anomalies, el PIC es queda en etapa regressiva fins que es recupera. Els PIC poden ser degeneratius, quan el programa no prediu fenòmens nous per molt de temps, o progressius, quan el programa té èxit. Lakatos estableix el criteri de demarcació postulant que serán científics aquells PIC progressius, és a dir, aquells que prediguin fets inesperats existosos, mentre que serán pseudocientífics aquells PIC degeneratius, és a dir, que es fonamentin en fenòmens habituals sense aportar cap innovació. Neix, doncs, en la metodologia de Lakatos, la noció contemporània de Progrés Científic.
En Proves i refutacions va exposar que la teoria de Karl Popper, segons la qual la ciència es distingeix de les altres branques del coneixement perquè les teories poden ser "falses" en establir els seus creadors uns "falsadors potencials", és incorrecta; ja que tota teoria (com la de Newton, la qual va estudiar en profunditat) neix amb un conjunt de "fets" que la refuten en el mateix moment que és creada.
Això el va portar a considerar que la ciència era incapaç d'arribar a la "veritat", però va suggerir en La Metodologia dels Programes d'Investigació Científica, que cada nova teoria era capaç d'explicar més coses que l'anterior, i sobretot, de predir fets nous que mai ningú no s'havia plantejat (com, per exemple, l'avistament del cometa Halley: que va tornar exactament en el moment que havia estat calculat, seguint-se de la teoria de Newton). I, tanmateix, això no el distanciava pas gaire del seu amic i col·laborador Paul Feyerabend.
Una de les seves obres més importants són les seves tesis sobre el Falsacionisme sofisticat.

## Obres
- Lakatos (1978). The Methodology of Scientific Research Programmes: Philosophical Papers Volume 1. Cambridge: Cambridge University Press
- Lakatos (1978). La Metodología de los Programas de Investigación Científica: Escritos filosóficos 1 Alianza, Madrid
- Lakatos (1978). Matemáticas, ciencia y epistemología: Escritos filosóficos 2 Alianza, Madrid